# Гамбургер, Альберт Иванович
Давид Альберт Гамбургер (позднее на русский лад он стал называть себя Альберт Иванович) (1842—1901) — баварский подданный, член Императорского Русского Общества Акклиматизации Животных и Растений. Благодаря его деятельности аквариумами в Российской империи стали увлекаться многие любители природы.
С 1856 года увлекся аквариумистикой и внес в неё значительный вклад. В 1872 году А. И. Гамбургер начал работать простым служащим в фирме своего дяди Фёдора Швабе, который сделал его в скором времени своим компаньоном. А. И. Гамбургер — один из пионеров российского аквариумного растениеводства и рыбоводства. Был инициатором изготовления в Российской империи первых каркасных аквариумов по немецкому образцу.
В 1856 году Альберт Иванович Гамбургер отправился в Германию к родственнику. Здесь он познакомился с первыми любителями аквариумов. Вернувшись домой, он изготовил несколько аквариумов. К его изумлению, москвичи просто расхватывали стеклянные водоемы. Гамбургер организовал целую мастерскую и стал делать аквариумы, гроты и туфовые украшения, для продажи. За короткий срок Гамбургер построил и продал 400 крупных аквариумов, за некоторые из них он был награждён двенадцатью медалями.
В 1856 году А. И. Гамбургер завез в Российскую империю увирандру — решетчатый апоногетон и передал Московскому и Петербургскому ботаническим садам. В 1872 году он подарил Московскому и Петербургскому ботаническому саду мадагаскарский апоногетон — увирандру, она также была представлена в отделе садоводства на Политехнической выставке. Всего он смог выставить для обозрения 40 экземпляров этого уникального растения, некоторые из них содержали по 80—100 листьев.
В 1858 году царская семья заказала Гамбургеру аквариум.
В 1862 г., то есть одновременно с идеей о создании Зоологического сада, Ф. Б. Швабе и А. И. Гамбургер поддержали мысль об устройстве в Москве общественного «Аквариума» и предложили свои услуги по безвозмездному изготовлению и монтажу самих аквариумов. На выставках садоводов в 60 и 70-х годах XIX века он поразил многих посетителей своими достижениями. Встречая в оранжереях ботанических садов изящное водное растение увирандру с листьями-сеточками, а в зоомагазинах — макроподов, мы должны благодарить за это А. И. Гамбургера.
В июле 1901 года Альберт Иванович Гамбургер скончался, оставив дело своей супруге, Матильде Юльевне Гамбургер.